# Криваві обряди
«Криваві обряди» (англ. Blood Rites) — книга Джима Батчера в жанрі наукової фантастики та фентезі, що вийшла 2 серпня 2004 року.
Роман розповідає про пригоди професійного чарівника Гаррі Дрездена, єдиного професійного чарівника сучасного Чикаго. Це шоста книга із серії «Файли Дрездена» (англ. The Dresden Files).

## Сюжет
Для Гаррі Дрездена були й гірші завдання, ніж бути під прикриттям на зйомках порнофільму. І все ж в його новій справі є щось більш тривожне, ніж зазвичай. Продюсер фільму вважає, що він є мішенню зловісного прокляття, але вмирають жінки навколо нього.
Гаррі розчарований ще більше, бо вплутувався в цю дивну таємницю лише як послугу Томасу — своєму кокетливому, самозаглибленому знайомому вампіру сумнівної чесності. Томас має особисту зацікавленість у справі, яку Гаррі не може зрозуміти. Але Гаррі ось-ось дізнається, що сімейне дерево Томаса приховує шокуюче відкриття, яке назавжди змінить його життя…

## Список персонажів
- Гаррі Дрезден: Протагоніст; професійний чарівник, приватний детектив і поліцейський консультант; а ще він є у телефонній книзі.
- Миша: дрезденська тибетська собака.
- Артуро Дженоза: продюсер порнофільмів і революціонер, а також друг Томаса Рейта.
- Джейк: він же Джек Рокхардт, старіючий порноактор, якому трохи за тридцять, який пережив прокляття номер три.
- Боббі: перспективний порноактор на зйомках його другого фільму.
- Джоан Даллас: продюсер і майстер на всі руки.
- Медж Шеллі: також Елізабет Ганс, порноакторка та перша колишня дружина Артуро.
- Люсіль Деларосса: також Ворон, порноакторка та друга колишня дружина Артуро.
- Тріша Скрамп: також Тріксі Віксен, зірка порнофільму Артуро та його третя колишня дружина.
- Жизель: порноакторка, яка пережила прокляття номер три.
- Емма: порноакторка, мати-одиначка двох дітей і мета п'ятого прокляття.
- Лара Рейт: біла придворна вампірка і найулюбленіша дитина Білого короля. Наприкінці цієї книги вона стає владою за троном.
- Інарі Рейт: молодша дитина Білого Короля. На початку книги вона не усвідомлює, що вона та її родина вампіри, але Дрезден змушує Лару пообіцяти розповісти їй правду. Вона випадково стала мішенню прокляття номер чотири, але вижила.
- Лорд Рейт: король вампірів Білого двору. Він страждає від смертельного прокляття Маргарет Гвендолін Лефей, яке не дозволяє йому харчуватися.